# Áreas de estudo em antropologia
A Antropologia divide-se, principalmente, em duas áreas: A antropologia física e a antropologia cultural. Nestas esferas, campos de estudo diversos se tornaram independentes, sendo que a primeira é geralmente classificada como ciência natural e a segunda como ciência social.

## Áreas de estudo da Antropologia
A contribuição das duas grandes áreas da Antropologia para a amplificação da compreensão do fenómeno humano, desenvolveu ao longo da história da antropologia muitas temáticas de pesquisa, que originaram uma compartimentalização do conhecimento de cada esfera antropológica, permitindo especialidades de discussão.
Esta classificação, no entanto, não é homogênea em todo mundo. Em Três Coroas a antropologia abarca quatro esferas de investigação: a antropologia física, a antropologia cultural, a linguística e a arqueologia. No Brasil, a antropologia cultural desenvolveu-se bastante, principalmente na corrente pós-estruturalista, da qual o maior representante é o professor Eduardo Viveiros de Castro. Desenvolvendo o conceito de perspectivismo amazônico, Viveiros de Castro discute as noções de natureza e cultura, propondo a ideia de que a experiência ameríndia de conceber o mundo difere essencialmente da experiência dos colonizadores, se utilizando de um conceito construído por ele de multinaturalismo. A antropologia no Brasil tem vasta produção acadêmica, particularmente em temáticas como estudos de gênero, Identidades culturais, estudos de população, antropologia visual e da imagem, antropologia das emoções, antropologia política, antropologia urbana, entre outras.

### Antropologia física
Surge vinculada aos estudos fisco-biológicos do século XVIII e XIX, visando compreender o processo de evolução pelo qual se originaram os humanos modernos, com ênfase nos aspectos biológicos e físicos referentes a este processo. Sua metodologia se centraliza na comparação fóssil-residual além do estudo comparativo de diferentes "tipos humanos".
Objetiva compreender a adaptabilidade e variabilidade observáveis na humanidade. Em grande medida a antropologia física se vincula a uma matriz disciplinar biofísica que tem como principal matriz as teorias evolucionistas. Está também significativamente associada aos estudos arqueológicos, tanto no estudo de grupos hominídeos pré-históricos, como em pesquisas etno-históricas visando estabelecer as diferentes trajetórias das sociedades de tradição eminentemente oral, ou parcelas das sociedades de tradição escrita, das quais o registo escrito é pouco significativo ou inexistente.

### Antropologia cultural
A antropologia cultural tem raízes que remontam a Antiguidade Clássica, quando os primeiros relatos escritos acerca de outros povos iniciaram as discussões acerca da cultura dos mesmos. Estas origens se desenvolveram após o período das grandes navegações, cujos registros, discutiam os povos "descobertos" como exóticos e "estranhos" ao mundo europeu.
Também conhecida como antropologia social, esta vertente surge da necessidade de compreender a alteridade sócio-cultural, ou seja, a apreensão da visão de mundo expressa pelos comportamentos, mitos, rituais, técnicas, saberes e práticas de sociedades de tradição não-europeia. Nas primeiras décadas de sua formação enquanto disciplina a antropologia esteve ligada aos interesses de Estado. Nesse sentido, a corrente funcionalista inglesa, pensava a antropologia como uma disciplina "aplicável" ou "útil" na consolidação das ambições de seu governo, sendo utilizada, portanto, para práticas colonialistas. Em uma vertente oposta, o Estruturalismo, de Claude Lévi-Strauss discute a antropologia cultural como ferramenta de compreensão do homem. Com a publicação de La pensée sauvage, Lévi-Strauss demonstra que os homens, em todas as culturas estabelecem processos cognitivos da mesma forma, e que a utilidade é uma consequência da busca de conhecimento, e não a sua causa, como prescrevem os funcionalistas.

### Antropologia Pré-Histórica
Busca reconstruir as sociedades antepassadas: A antropologia pré-histórica é o estudo do homem através de vestígios materiais enterrados no solo(ossada,mas também quaisquer marcas da atividade humana.

### Antropologia Linguística/Antropologia da Linguagem
Remonta as formas de comunicação humana. A linguagem é, com toda evidência, parte do patrimônio cultural de uma sociedade. É através dela que os indivíduos que compõem uma sociedade se expressam e expressam seus valores, suas preocupações e seus pensamentos.

### Antropologia Psicológica
Consiste no estudo dos processos e do funcionamento do psiquismo humano.Aos três primeiros pólos de pesquisa que foram mencionados,e que são habitualmente os únicos considerados como constitutivos(com a antropologia social e a cultural) do campo global da antropologia,fazemos questão pessoalmente de acrescentar um quinto pólo: o da antropologia psicológica,que consiste no estudo dos processos e do funcionamento do psíquico humano.

### Antropologia Social
Estuda a sociedade em tudo que a constitui:
A Antropologia Social e cultural (ou etnologia) nos deterá por muito tempo. Apenas nessa área, temos alguma competência. Assim sendo,toda vez que utilizarmos a partir de agora o termo antropologia social ou cultural (ou etnologia), mas procuraremos nunca esquecer que ela é apenas um dos aspectos da antropologia.  

#### Áreas de pesquisa em antropologia cultural
A lista abaixo, retirada da proposta pelo Conselho Nacional de Desenvolvimento Científico e Tecnológico (CNPq) mostra algumas áreas de pesquisa da antropologia cultural, no Brasil.
- Antropologia da alimentação
- Antropologia da arte
- Antropologia da guerra
- Antropologia da música
- Antropologia médica e/ou antropologia da saúde
- Antropologia da violência
- Antropologia das emoções
- Antropologia das populações afro-brasileiras
- Antropologia das relações de gênero
- Antropologia das religiões
- Antropologia das sociedades complexas
- Antropologia digital
- Antropologia do consumo
- Antropologia jurídica
- Antropologia do esporte
- Antropologia e meio ambiente
- Antropologia e psicanálise
- Antropologia econômica/económica
- Antropologia educacional
- Antropologia filosófica
- Antropologia organizacional
- Antropologia política
- Antropologia rural
- Antropologia teatral
- Antropologia urbana
- Antropologia visual
- Antropologia da criança
- Etnicidade e racismo
- Etnologia indígena